# Tomasz Kitliński
Tomasz Kitliński (ur. 29 grudnia 1966) – polski filozof, performer, kurator sztuki współczesnej i działacz społeczny. Profesor uczelni w Akademii Sztuki w Szczecinie w Zakładzie Kuratorstwa i Realizacji Wystaw, kierownik Katedry Kuratorstwa i Realizacji Wystaw.

## Życiorys
Ukończył anglistykę na UMCS; uzyskał również Dyplom Studiów Tekstu i Obrazu na Uniwersytecie Paris VII na podstawie pracy napisanej pod kierunkiem Julii Kristevej. Studiował historię sztuki pod kierunkiem Sarah Wilson w Courtauld Institute of Art, University of London. Doktoryzował się w 1999 na podstawie rozprawy o filozofii podmiotowości Juliji Krystewej. W latach 1998–1999 był stypendystą Fulbrighta w New School for Social Research w Nowym Jorku. Jest członkiem Polskiego Towarzystwa Filozoficznego. Stypendysta Maria Skłodowska-Curie Intra-European Fellowship przyznawanego przez Komisję Europejską. Był Fellow w Margherita von Brentano-Zentrum für Geschlechterforschung w Freie Universität w Berlinie w latach 2021-2023. W 2023 służył jako Senior Fellow w nauce o obrazie (Bildwissenschaft) w Instytucie Historii Sztuki Technische Universität Dresden. Realizował tam projekt pt. "A Comparative Study of the Politics of Women's, Queer, and Refugees' Protest Art and Visual Culture in Poland 2015-present". 
W trakcie swych studiów i badań uczestniczył w seminariach Marii Janion, Hélène Cixous, Jacques Derrida, Agnes Heller, Richard J. Bernstein, Geoffrey H. Hartman, psychoanalityków kliniki Salpêtrière w Paryżu i Jonathan Schell. 
Autor książki Obcy jest w nas, poświęconej filozofii Julii Kristevej, współautor książki Miłość i demokracja, będącej głosem w debacie o prawach osób LGBT w Polsce. Współkuratorował wystawy: Festiwal Kulturalny Transeuropa (Lublin, 2011), "Healing War through Art" (University of Brighton, 2014), "Wojna & pokój" (Galeria Labirynt w Lublinie, 2015) i "Gość-inność OPEN CITY" (Rozdroża w Lublinie, 2019). Zorganizował i moderował webinar "Russia’s War on Ukraine from a Gender and Queer Perspective" (online, 2022).
Autor petycji o prawa kobiet w Polsce w roku 1993 (podpisali: Hélène Cixous, Jacques Derrida, Maria Janion, Jean-François Lyotard, Ariane Mnouchkine, Hanif Kureishi). W 2003 wziął udział z Pawłem Leszkowiczem w akcji „Niech nas zobaczą”. Działał w lubelskim Klubie Krytyki Politycznej. Przewodził protestowi przeciw zwolnieniom pracownic obsługi na UMCS. Jest działaczem związku zawodowego Solidarność 80. Był członkiem Partii Zieloni. W 2010 ubiegał się bezskutecznie o mandat radnego Rady Miasta Lublin, zaś w 2019 kandydował do Parlamentu Europejskiego z listy Wiosny oraz do Sejmu jako przedstawiciel Wiosny z listy SLD (w ramach porozumienia Lewica).
W 2016 uzyskał habilitację w dziedzinie nauk społecznych. Został profesorem uczelni w roku 2023. Jest rzecznikiem ds. równego traktowania w Akademii Sztuki w Szczecinie. 
Dnia 10 maja 2014 w Brighton Town Hall's Regency Room w Brighton, Tomasz Kitliński zawarł związek małżeński ze swym partnerem życiowym Pawłem Leszkowiczem. Przed ślubem żyli ze sobą w nieformalnym związku przez 19 lat. 

## Publikacje
- Parallel Lines / a text by Tomasz Kitliński and Angus Reid wspólnie z Angusem Reidem[26], Galeria X, Wrocław 1990 (nieuwzględniona w numeracji ISBN)[27][28].
- Love.Hate wspólnie z Dariuszem Fodczukiem i Chrisem Hurfordem, Ex-Libris, Lublin 1991 (ISBN 83-900221-0-9).
- Obcy jest w nas. Kochać według Julii Kristevej, Aureus, Kraków 2001 (ISBN 83-87887-27-7).
- Miłość i demokracja. Rozważania o kwestii homoseksualnej w Polsce, wspólnie z Pawłem Leszkowiczem, Aureus, Kraków 2005 (ISBN 83-87887-56-0).
- DREAM? DEMOCRACY! A Philosophy of Horror, Hope & Hospitality in Art & Action, Maria Curie-Skłodowska University Press, Lublin, 2014 (ISBN 978-83-7784-499-1).